# Marta (Fußballspielerin)
Marta (* 19. Februar 1986 in Dois Riachos; voller Name Marta Vieira da Silva) ist eine brasilianische Fußballspielerin, die seit 2017 auch die schwedische Staatsbürgerschaft besitzt. In der brasilianischen Nationalmannschaft ist sie im Angriff seit 2002 in mehr als 200 Spielen aktiv. Marta war zwischen 2006 und 2018 sechsmal FIFA-Weltfußballerin des Jahres und gilt bei vielen Experten als die beste Fußballerin der Welt. Seit April 2017 steht sie beim US-amerikanischen NWSL-Franchise Orlando Pride unter Vertrag.

## Karriere

### Vereinsfußball
Im Alter von 14 Jahren verließ Marta gegen den Willen der Familie ihren Heimatort Dois Riachos, um einer Fußballkarriere nachzugehen. Sie startete ihre Laufbahn zunächst in Rio de Janeiro bei CR Vasco da Gama und spielte später für São Martins. Im Jahr 2004 wechselte Marta mit 18 Jahren zum schwedischen Fußballverein Umeå IK. Marta hatte umgehend Anteil am UEFA-Pokal Sieg Umeås, als sie im Finale gegen den 1. FFC Frankfurt in Hin- und Rückspiel insgesamt drei Tore schoss. In der schwedischen Meisterschaft wurde Marta zusammen mit ihrer Mannschaftskollegin Laura Kalmari mit 22 Treffern Torschützenkönigin und Umeå beendete die Saison auf Rang zwei hinter Djurgården.
In der darauf folgenden Spielzeit trug Marta mit 21 Saisontoren dazu bei, dass Umeå 2005 überlegen schwedischer Meister wurde. Dabei konnte sie gemeinsam mit Therese Lundin erneut die Torschützenkrone gewinnen. Umeå verteidigte den Meistertitel 2006 mit 21 Siegen und einem Unentschieden unbesiegt. Nach der Saison verlängerte Marta ihren Vertrag in Umeå, obwohl ihr unter anderem vom Ligakonkurrenten Linköpings FC ein finanziell wesentlich lukrativeres Angebot vorlag. Im Jahr 2007 erreichte Marta mit Umeå zum zweiten Mal das UEFA-Pokal-Finale, das jedoch gegen den FC Arsenal verloren ging. Außerdem gewann Umeå nach drei Toren von Marta im Finale den schwedischen Pokalwettbewerb und errang zum dritten Mal in Folge die Meisterschaft.
Seit dem Wechsel von Marta nach Schweden war Umeå IK der Publikumsmagnet der Liga. Der Verein bezifferte ihren Marktwert für die Stadt Umeå auf acht Millionen US-Dollar im Jahr. Unter dem Motto „Rettet Marta für Umeå!“ startete der Verein nach der Weltmeisterschaft 2007 eine Kampagne, in der Hoffnung zahlungskräftige Sponsoren zu gewinnen, um mögliche Abwerbungsversuche internationaler Klubs abwehren zu können. Sie verlängerte ihren Vertrag bei Umeå schließlich um ein weiteres Jahr, ließ ihre Pläne darüber hinaus allerdings offen.
Umeå erreichte 2008 erneut das UEFA-Pokal Finale und traf dort auf den 1. FFC Frankfurt. Das Hinspiel, in dem Marta elf Sekunden nach Anpfiff das schnellste Tor der Europapokal-Geschichte erzielte, endete 1:1 unentschieden. Im Rückspiel unterlag Umeå mit 2:3 und scheiterte damit wie im vorangegangenen Jahr im Finale. Umeå gewann 2008 zum vierten Mal in Folge die schwedische Meisterschaft und Marta wurde zusammen mit Manon Melis mit 23 Treffern Torschützenkönigin der Liga.
Marta bekundete mehrfach ihr Interesse, in der neu gegründeten Profiliga Women’s Professional Soccer in den USA zu spielen. Im Zuge des Drafts gingen die Rechte, mit ihr in Verhandlungen zu treten, an den Verein Los Angeles Sol. Nach mehrmonatigen Spekulationen gab Marta im Januar 2009 bekannt, in die USA zu wechseln und in Los Angeles einen Drei-Jahres-Vertrag unterschrieben zu haben. Mit Los Angeles Sol wurde sie 2009 Vizemeister und gewann den Golden Boot (Torschützenkönigin der Liga).
In der Sommerpause spielte sie zudem drei Monate als Leihgabe für den Santos FC in Brasilien, mit dem sie sowohl die Copa Libertadores Femenina als auch den Copa do Brasil (Brasilianische Meisterschaft) gewann und in beiden Finalspielen Tore schoss.
Nachdem Los Angeles Sol im Januar 2010 aufgelöst worden war, spielte Marta in der Saison 2010 für den FC Gold Pride. Mit diesem gewann sie die Meisterschaft und wurde zum zweiten Mal sowohl Spielerin des Jahres als auch Torschützenkönigin der Liga. Im Anschluss an die Spielzeit wurde das Leihgeschäft mit dem FC Santos wiederholt. Da der FC Gold Pride im November 2010 aufgrund von Finanzproblemen aufgelöst wurde, war Marta Ende 2010 zunächst ohne Verein. In der Saison 2011 spielte sie dann für Western New York Flash und gewann erneut die WPS-Meisterschaft. Nachdem die US-Profiliga die Saison 2012 abgesagt hatte, wechselte Marta zum schwedischen Verein Tyresö FF. Mit Tyresö gewann sie 2012 die Damallsvenskan und erreichte 2014 das Finale der UEFA Women’s Champions League, verlor dort aber gegen Titelverteidiger VfL Wolfsburg. Nachdem Tyresö in Insolvenz gegangen war, wechselte Marta zum Ligakonkurrenten FC Rosengård.
Zur NWSL-Saison 2017 kehrte Marta in die Vereinigten Staaten zurück und schloss sich Orlando Pride an. Anfang Oktober 2018 gab der Klub bekannt, eine Vertragsoption zur Vertragsverlängerung um ein Jahr bis Saisonende 2019 gezogen zu haben.

### Nationalmannschaft

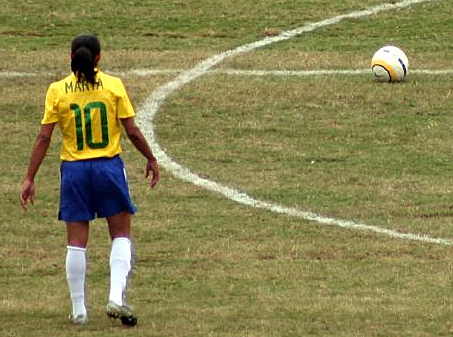
Marta trägt in der brasilianischen Nationalmannschaft die Nummer 10.

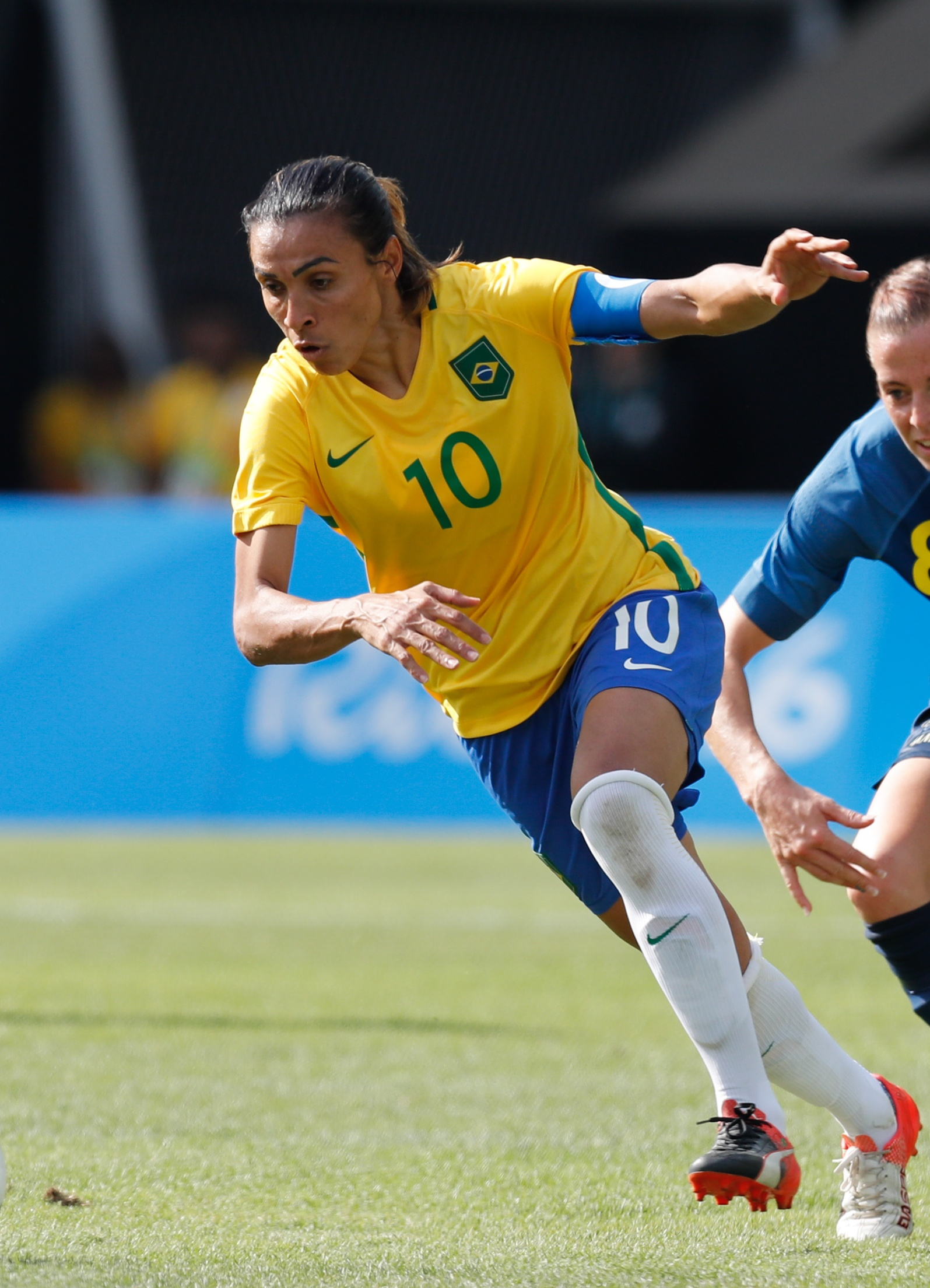
Marta (2016)

International machte Marta zum ersten Mal 2002 auf sich aufmerksam, als die damals 16-Jährige bei der U-19-Weltmeisterschaft in Kanada mit sechs Toren Brasilien zu einem überraschenden vierten Platz verhalf. 2003 nahm sie für die brasilianische A-Nationalmannschaft an der Südamerika-Meisterschaft in Peru teil und hatte mit vier Treffern Anteil an Brasiliens erfolgreicher Titelverteidigung. Bei der Weltmeisterschaft 2003 in den USA erzielte Marta drei Tore; Brasilien erreichte das Viertelfinale, in dem man gegen den späteren Finalisten Schweden ausschied.
Während Marta zuvor hauptsächlich als Nachwuchstalent galt, wurde sie im Verlauf des olympischen Fußballturniers in Athen 2004 zur großen Entdeckung und zum Star der Seleção. Brasilien scheiterte erst im Finale an den USA und konnte mit der olympischen Silbermedaille den bis dahin größten internationalen Erfolg feiern. Im gleichen Jahr nahm Marta ebenfalls an der U-19-Weltmeisterschaft in Thailand teil und erreichte dort mit Brasilien den vierten Platz. Sie schoss insgesamt drei Tore und wurde zur besten Spielerin des Turniers gewählt.
Marta nahm nicht an der Südamerika-Meisterschaft 2006 teil, in der Brasilien, das lediglich mit einer geschwächten Mannschaft anreiste, nach vier Titeln in Folge zum ersten Mal nur Platz zwei hinter Argentinien belegte. Das Jahr 2007 begann für Marta sehr erfolgreich, als sie die Goldmedaille bei den Panamerikanischen Spielen vor heimischer Kulisse in Brasilien gewann und im Turnier insgesamt 12 Tore erzielte. Dabei besiegte die Seleção im Finale die U-20-Auswahl der USA vor 68.000 Zuschauern im Maracanã-Stadion in Rio de Janeiro. Durch diesen Titelgewinn erhöhte Marta ihre Popularität vor allem in Brasilien und erhielt besonderes Lob für ihre Leistung von Fußball-Legende Pelé.
Mit der Weltmeisterschaft 2007 in China konnte Marta ihren weltweiten Bekanntheitsgrad deutlich steigern. Besonders ihre Leistung im Halbfinalspiel gegen die USA und ihr dort spektakulär erzieltes Tor zum 4:0 fanden internationale Beachtung. Marta wurde mit sieben Treffern Torschützenkönigin und zur besten Spielerin des Turniers gewählt; Brasilien erreichte zum ersten Mal das Weltmeisterschafts-Endspiel der Frauen und beendete das Turnier als Vize-Weltmeister. Allerdings wurde Marta zur tragischen Figur des Finales, als sie einen Strafstoß, der zum 1:1-Ausgleich gegen Deutschland geführt hätte, vergab.
Beim olympischen Fußballturnier in Peking 2008 gewann Marta mit Brasilien erneut die Silbermedaille; im Verlauf des Turniers erzielte sie drei Tore. Die Seleção scheiterte wie bereits 2004 im Finale an den USA. Zuvor hatte Brasilien den amtierenden Weltmeister Deutschland im Halbfinale besiegt und damit erstmals ein Spiel gegen die deutsche Mannschaft gewonnen.
Bei der Weltmeisterschaft 2011 erzielte sie in vier Spielen vier Tore und zog damit in der Liste der besten Torschützinnen mit 14 Toren mit Birgit Prinz gleich. Zwei davon erzielte sie im Viertelfinale gegen die USA, das Brasilien nach einem Last-Minute-Tor zum 2:2 in der Verlängerung durch Abby Wambach im Elfmeterschießen verlor.
Beim olympischen Fußballturnier in London 2012 konnten sie nicht an die vorherigen Erfolge anknüpfen. Zwar gewannen sie das erste Spiel gegen Kamerun mit 5:0, wozu sie zwei Tore beisteuerte, nach einem 1:0 gegen Neuseeland wurde aber gegen den Gastgeber mit 0:1 und im Viertelfinale gegen Weltmeister Japan mit 0:2 verloren.
An der Südamerikameisterschaft 2014, bei der die Brasilianerinnen den Titel erneut gewannen und sich für die WM 2015 qualifizierten, nahm sie nicht teil.
Bei der Weltmeisterschaft 2015 war Marta Kapitänin ihrer Mannschaft und erzielte bereits im ersten Spiel Brasiliens ein weiteres Tor und wurde mit 15 Toren die alleinige erfolgreichste Torschützin bei Weltmeisterschaften. Auch die beiden folgenden Gruppenspiele gewann Brasilien, jedoch ohne weiteren Treffer von Marta. Im Achtelfinale gegen Australien schließlich enttäuschte Marta mit ihrem Team, verlor 0:1 und schied aus.
Bei den Olympischen Spielen 2016 in ihrer Heimat konnte die Mannschaft die Erwartungen auch nicht erfüllen und belegte nur den vierten Platz. Marta wurde in den sechs Spielen eingesetzt, beim torlosen Remis gegen Südafrika im dritten Gruppenspiel aber nur eingewechselt. Im Gruppenspiel gegen Schweden trug sie mit zwei Toren zum 5:1-Sieg bei, im Halbfinale verloren sie dann aber im Elfmeterschießen gegen die Schwedinnen.
Bei der Südamerikameisterschaft 2018, bei der die Brasilianerinnen den Titel erneut gewannen und sich für die WM 2019 qualifizierten, erzielte sie ein Tor beim 4:0-Sieg gegen Venezuela.
Bei der Weltmeisterschaft 2019 kam sie erst im zweiten Gruppenspiel gegen Australien zum Einsatz. Sie konnte ihre Mannschaft zwar durch einen verwandelten Strafstoß mit 1:0 in Führung bringen und damit mit ihrem 16. WM-Tor mit dem WM-Rekordtorschützen der Männer Miroslav Klose gleichziehen, zur zweiten Halbzeit, in der ihre Mannschaft dann das Spiel verlor, wurde sie aber ausgewechselt. Im dritten Gruppenspiel gegen Italien erzielte sie ihr 17. WM-Tor wieder per Strafstoß, wodurch ihre Mannschaft das Spiel gewann, aber nur als bester Gruppendritter das Achtelfinale erreichte. Hier unterlagen sie WM-Gastgeber Frankreich mit 1:2 nach Verlängerung. Bei der Weltmeisterschaft 2023 spielte Marta kein Spiel komplett, sondern wurde zweimal eingewechselt und kurz vor Schluss im dritten Gruppenspiel gegen Jamaika ausgewechselt. Marta schied mit ihrer Mannschaft in der Vorrunde der WM aus.
Nach der Silbermedaille bei den Olympischen Spielen 2024 wollte Marta ihre internationale Karriere beenden. Sie nahm dann aber doch noch an der Copa América der Frauen 2025 teil. Im Finale gegen Kolumbien wurde sie in der 82. Minute zu ihrem 200. offiziellen Länderspiel eingewechselt, erzielte in der sechsten Minute der Nachspielzeit das Tor zum 3:3 und in der Verlängerung das Tor zum 4:3. Da den Kolumbianerinnen noch der Ausgleich gelang, kam es zum Elfmeterschießen, in dem Marta als eine von zwei Brasilianerinnen verschoss. Da aber auch drei Kolumbianerinnen verschossen, gewann sie mit ihrer Mannschaft den Titel.

#### WM-Spiele und Tore
| Alle WM-Spiele und -Tore |      |            |            |                      |                     |                         |     |               |                                                         |
| Nr.                      | Tore | Gesamttore | Datum      | Ergebnis             | Gegner              | Austragungsort          | A/* | Anlass        | Bemerkungen                                             |
| 01                       | 1    | 01         | 21.09.2003 | 3:0                  | Südkorea            | Washington, D.C. (USA)  | *   | Gruppenspiel  | Tor zum 1:0 durch Elfmeter                              |
| 02                       | 1    | 02         | 24.09.2003 | 4:1                  | Norwegen            | Washington, D.C. (USA)  | *   | Gruppenspiel  | Tor zum 3:1                                             |
| 03                       |      | 02         | 27.09.2003 | 1:1                  | Frankreich          | Washington, D.C. (USA)  | *   | Gruppenspiel  |                                                         |
| 04                       | 1    | 03         | 01.10.2003 | 1:2                  | Schweden            | Foxboro (USA)           | *   | Viertelfinale | Tor zum 1:1 per Elfmeter                                |
| 05                       | 2    | 05         | 12.09.2007 | 5:0                  | Neuseeland          | Wuhan (CHN)             | *   | Vorrunde      | Tore zum 3:0 und 5:0 (in der Nachspielzeit)             |
| 06                       | 2    | 07         | 15.09.2007 | 4:0                  | Volksrepublik China | Wuhan (CHN)             | A   | Vorrunde      | Tore zum 1:0 und 4:0                                    |
| 07                       |      | 07         | 20.09.2007 | 1:0                  | Dänemark            | Hangzhou (CHN)          | *   | Vorrunde      |                                                         |
| 08                       | 1    | 08         | 23.09.2007 | 3:2                  | Australien          | Tianjin (CHN)           | *   | Viertelfinale | Tor zum 2:0 per Elfmeter                                |
| 09                       | 2    | 10         | 27.09.2007 | 4:0                  | USA                 | Hangzhou (CHN)          | *   | Halbfinale    | Tore zum 2:0 und 4:0                                    |
| 10                       |      | 10         | 30.09.2007 | 0:2                  | Deutschland (TV)    | Shanghai (CHN)          | *   | Finale        | Elfmeter verschossen (gehalten von Nadine Angerer)      |
| 11                       |      | 10         | 29.06.2011 | 1:0                  | Australien          | Mönchengladbach (DEU)   | *   | Vorrunde      |                                                         |
| 12                       | 2    | 12         | 03.07.2011 | 3:0                  | Norwegen            | Wolfsburg (DEU)         | *   | Vorrunde      | Tore zum 1:0 und 3:0                                    |
| 13                       |      | 12         | 06.07.2011 | 3:0                  | Äquatorialguinea    | Frankfurt am Main (DEU) | *   | Vorrunde      |                                                         |
| 14                       | 2    | 14         | 10.07.2011 | 2:2 n. V.; 3:5 i. E. | USA                 | Dresden (DEU)           | *   | Viertelfinale | Tore zum 1:1 (per Elfmeter) und 2:1                     |
| 15                       | 1    | 15         | 09.06.2015 | 2:0                  | Südkorea            | Montreal (CAN)          | *   | Vorrunde      | Tor zum 2:0 per Elfmeter                                |
| 16                       |      | 15         | 13.06.2015 | 1:0                  | Spanien             | Montreal (CAN)          | *   | Vorrunde      |                                                         |
| 17                       |      | 15         | 21.06.2015 | 0:1                  | Australien          | Moncton (CAN)           | *   | Achtelfinale  |                                                         |
| 18                       | 1    | 16         | 13.06.2019 | 2:3                  | Australien          | Montpellier (FRA)       | *   | Vorrunde      | Tor zum 1:0 per Elfmeter, zur 2. Halbzeit ausgewechselt |
| 19                       | 1    | 17         | 18.06.2019 | 1:0                  | Italien             | Valenciennes (FRA)      | *   | Vorrunde      | Tor zum 1:0 per Elfmeter in Minute 74                   |
| 20                       |      | 17         | 23.06.2019 | 1:2 n. V.            | Frankreich          | Le Havre (FRA)          | A   | Achtelfinale  |                                                         |
| 21                       |      | 17         | 24.07.2023 | 4:0                  | Panama              | Adelaide (AUS)          | *   | Vorrunde      |                                                         |
| 22                       |      | 17         | 29.07.2023 | 1:2                  | Frankreich          | Brisbane (AUS)          | *   | Vorrunde      |                                                         |
| 23                       |      | 17         | 02.08.2023 | 0:0                  | Jamaika             | Melbourne (AUS)         | *   | Vorrunde      |                                                         |
| Anmerkungen: 1. Quelle   |      |            |            |                      |                     |                         |     |               |                                                         |

### Ehrungen

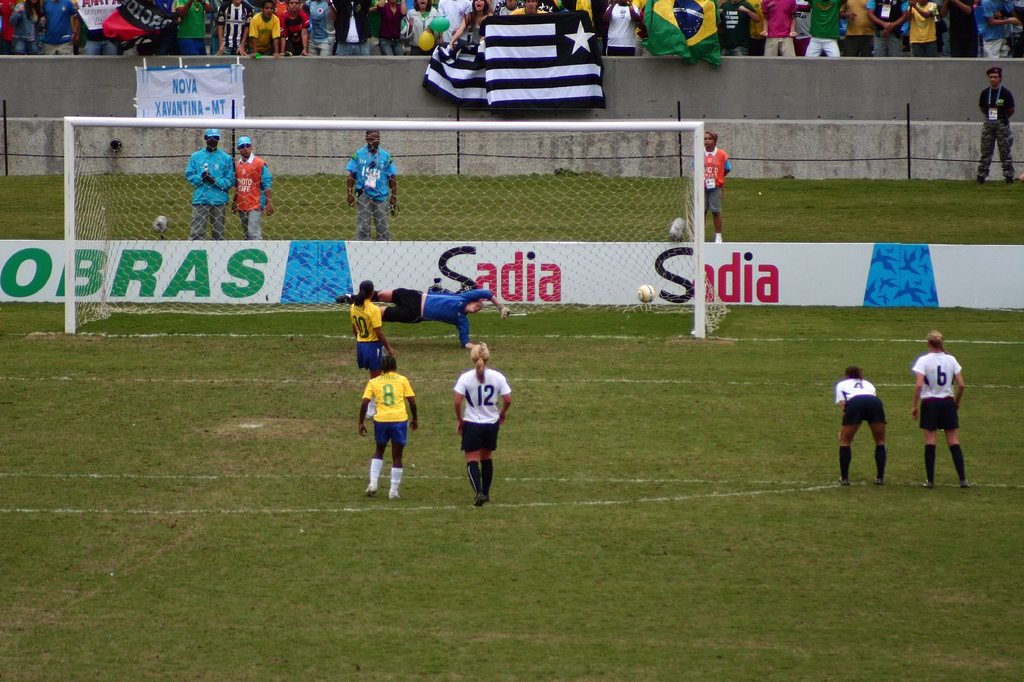
Marta beim Ausführen eines Strafstoßes im Finale der Panamerikanischen Spiele 2007.

Marta wurde seit 2004 bei der Wahl zur FIFA-Weltfußballerin des Jahres elfmal in Folge unter die besten drei Spielerinnen gewählt. Bei der Abstimmung unter den Trainern und Kapitäninnen der Nationalteams der Welt kam sie in den Jahren 2004 und 2005 zunächst auf die Plätze drei und zwei, in den folgenden fünf Jahren konnte sie die Wahl zur Weltfußballerin jeweils gewinnen; dabei verwies sie 2006 die US-Amerikanerin Kristine Lilly auf den zweiten Platz, 2007, 2008, 2009 und 2010 setzte sie sich jeweils mit großem Abstand gegen die Zweitplatzierte Birgit Prinz durch. 2011 wurde sie Zweite hinter der Weltmeisterin Homare Sawa. 2018 gewann sie die Auszeichnung erneut und damit insgesamt zum sechsten Mal.
Nach dem gewonnenen Finale der Panamerikanischen Spiele 2007 wurde Marta die Ehre zuteil, als erste und bisher einzige Frau ihre Fußabdrücke in der Ruhmeshalle des Estádio do Maracanã neben anderen Größen des brasilianischen Fußballs in Beton verewigen zu dürfen.
2016 gehörte sie zu den acht Personen, die während der Eröffnungsfeier der Olympischen Spiele 2016 gemeinsam die olympische Flagge ins Maracanã-Stadion trugen.
Seit 2024 ehrt die FIFA die Schützin des Tores des Jahres mit dem nach ihr benannten FIFA Marta Award. Dabei gewann Marta selbst die Erstausgabe dieser Auszeichnung. Sie wurde für ihren Treffer beim 4:0-Freundschaftsspielsieg für Brasilien gegen Jamaika ausgezeichnet.

## Spielweise
Im Spielsystem von Umeå IK genoss Marta große Freiheiten. Während sie nominell als Stürmerin auflief, ließ sie sich im Verlauf eines Spiels häufig in das offensive Mittelfeld zurückfallen, wechselte die Seiten oder wich auf die Flügelpositionen aus. Ihre Spielweise wird dabei vor allem durch ihre große Schnelligkeit und ihre außergewöhnliche Ballbehandlung und Schusstechnik geprägt. Daneben gilt sie als dribbelstark und äußerst torgefährlich, spielt aber zugleich mannschaftsdienlich. So lieferte Marta in der Saison 2008 in 18 Spielen neben ihren 23 Treffern auch 19 Torvorlagen.
In der brasilianischen Nationalmannschaft spielt sie gewöhnlich an der Seite ihrer Sturmpartnerin Cristiane. Auch hier agiert sie nicht als reine Mittelstürmerin, sondern schaltet sich regelmäßig in den Spielaufbau im Mittelfeld ein. In 154 Länderspielen erzielte Marta 108 Tore, davon die Rekordzahl von 17 WM-Toren; dennoch sucht sie trotz ihrer großen Torgefahr nicht bedingungslos den Abschluss und fungiert häufig als Vorlagengeberin für ihre Mitspielerinnen.

## Persönliches
Seit Oktober 2010 ist Marta UN-Botschafterin. Sie spricht fließend Schwedisch, Portugiesisch und Englisch. Marta ist bekennende Katholikin. Seit März 2017 besitzt sie neben der brasilianischen auch die schwedische Staatsbürgerschaft.
Marta befindet sich in einer Beziehung mit ihrer Mitspielerin Carrie Lawrence. Im August 2024 gaben beide ihre Verlobung bekannt.

## Erfolge
Nationalmannschaft

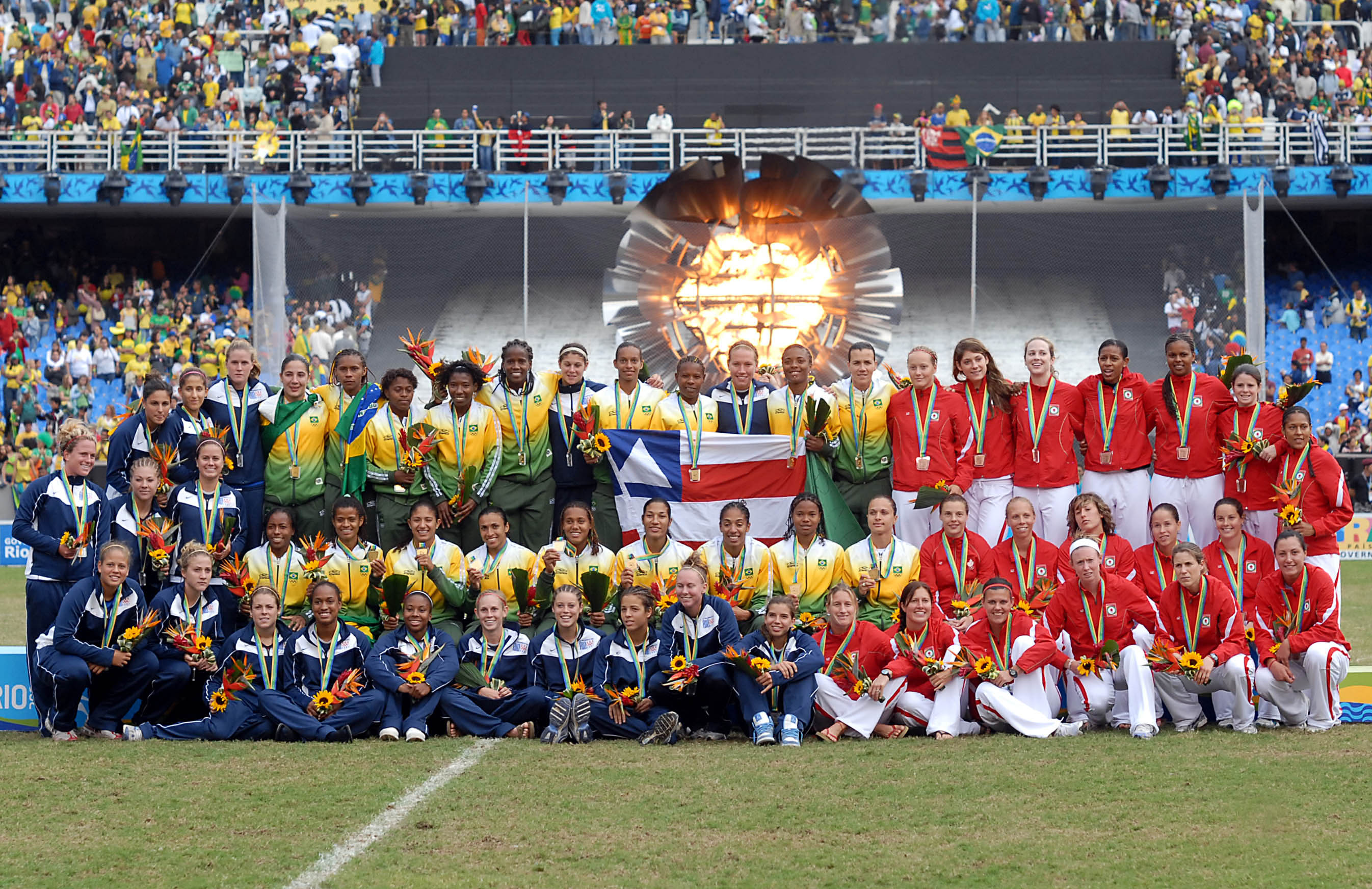
Podium der Panamerikanischen Spiele 2007

- U-20-Fußball-Südamerikameisterschaft: 2006
- Vize-Weltmeisterschaft: 2007
- Goldmedaille bei den Panamerikanischen Spielen: 2007
- Silbermedaille bei den Olympischen Spielen: 2004, 2008 und 2024
- Südamerika-Meisterschaft: 2003, 2010, 2018, 2025

Rekorde
- Meiste WM-Tore: 17 (Stand: nach der WM 2023)

Verein
- UEFA Women’s Champions League: 2004
- Schwedische Meisterschaft: 2005, 2006, 2007, 2008, 2012
- Copa Libertadores Femenina: 2009, 2010
- Copa do Brasil: 2009
- Nordamerikanische Meisterschaft: 2010 und 2011
- Torneio Internacional Interclubes de Futebol Feminino: 2011

## Auszeichnungen
- FIFA-Weltfußballerin des Jahres: 2006, 2007, 2008, 2009, 2010, 2018
  - 2. Platz: 2005, 2011, 2012, 2014, 2016
  - 3. Platz: 2004, 2013
- Nominierung für den Ballon d’Or: 2018 (4. Platz), 2019 (16.)
- FIFA-Marta-Preis: 2024
- Beste Spielerin bei der Weltmeisterschaft: 2007
- Torschützenkönigin bei der U-20-Fußball-Südamerikameisterschaft: 2006
- Torschützenkönigin bei der Weltmeisterschaft: 2007
- Torschützenkönigin bei der Südamerika-Meisterschaft: 2010
- Torschützenkönigin der Damallsvenskan: 2004, 2005, 2008
- Torschützenkönigin der Women’s Professional Soccer: 2009, 2010
- Beste Spielerin bei der U-19-Weltmeisterschaft: 2004
- Hommage 2018 beim Prêmio Craque do Brasileirão
- Spielerin des Jahres der Women’s Professional Soccer: 2009, 2010
- Torschützenkönigin der Women’s Professional Soccer: 2009, 2010, 2011